# Historia de la plaza Mayor de Salamanca

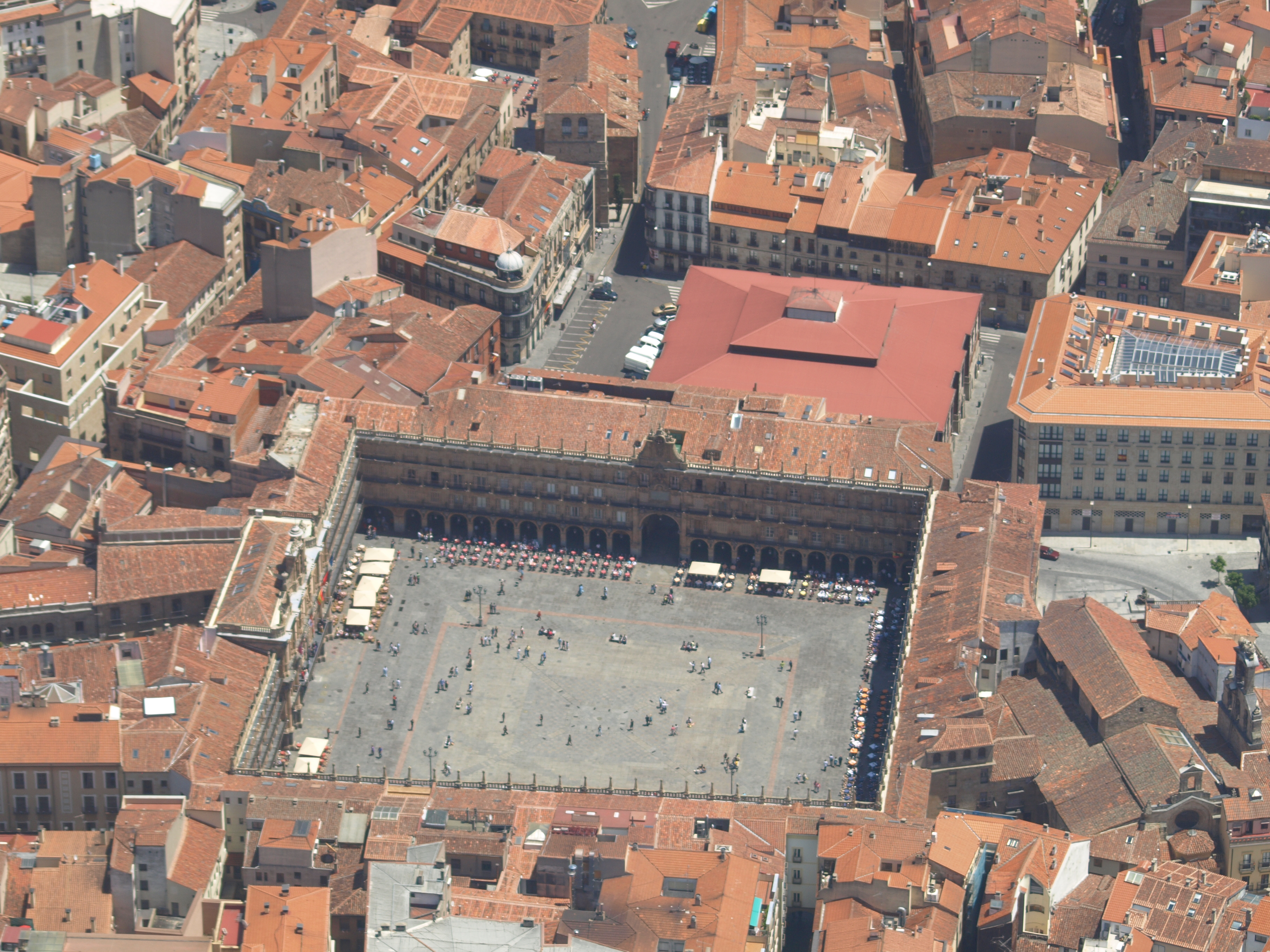
Vista aérea de la plaza Mayor de Salamanca en el año 2010.

La historia de la plaza Mayor de Salamanca es la descripción de los sucesos, y de las transformaciones que ha sufrido esta superficie urbana ubicada en el centro histórico de la ciudad de Salamanca (España). La construcción de la plaza tal como está actualmente se demoró a lo largo de un periodo cercano al cuarto de siglo, desde el año 1729 al 1756, ocupando una parte de la muy espaciosa plaza medieval llamada «Plaza de San Martín», en la que había mercado diario. En su larga historia de dos siglos y medio, la plaza ha sido testigo de los acontecimientos culturales, políticos, civiles, festivos y religiosos más importantes de la ciudad. 
La idea de su construcción proviene del empeño del corregidor andaluz Rodrigo Caballero que a la edad de sesenta años logra convencer al Ayuntamiento de la necesidad de una plaza más armónica y acorde con las corrientes urbanísticas de la época. La construcción llevó algunos años, durante este periodo el Ayuntamiento tuvo que pleitear con los propietarios de las casas de los pabellones. Rodrigo es además el autor del programa iconográfico de la plaza que se plasma en sus medallones. La plaza es de claro estilo barroco, resulta ser uno de los centros más prestigiosos de la ciudad. La Plaza es, ya desde los inicios de su construcción, un espacio público, un nudo de comunicaciones y lugar de paso, de reivindicación política y social, un mercado y espacio lúdico donde se han celebrado corridas de toros y fiestas barrocas así como festejos populares.
El diseño de la Plaza se asigna, en su primera etapa, al arquitecto madrileño Alberto de Churriguera (encargado de diseñar y dirigir la obra de los dos primeros lienzos), y el Concejo de la ciudad financia completamente la obra. 
La Plaza se construye siguiendo el modelo de otras plazas de ciudades españolas como la Plaza Mayor de Madrid (1617-1621), la del Ochavo de Valladolid (1561), la del Cuadrado de Córdoba (1683). Se edifican los pabellones siguiendo tres fases de obra bien diferenciadas a lo largo de un cuarto de siglo. La primera fase aborda sucesivamente dos pabellones: El Real y el de San Martín (durante el periodo: 1729-1735), sigue un periodo de quince años de interrupción de la obra debido a los litigios habidos entre los dueños de las casas y del Ayuntamiento en la construcción del Pabellón de Petrineros (guarnicioneros) y del Consistorial (durante el periodo: 1735-1750). En la segunda fase se construye la casa consistorial y su fachada (1750-1756) a cargo del arquitecto Juan García Berruguilla y, por otro lado, se completa el cierre de la Plaza. La casa consistorial quedó arquitectónicamente incompleta, siendo construida posteriormente la espadaña de su fachada un siglo después (en 1852). Tras su ejecución y fin de las obras, el 29 de abril de 1755, la "Antigua" plaza de San Martín se escindió en tres espacios separados: la "Nueva Plaza Mayor", la del Mercado (antes denominada del Carbón) y la del Poeta Iglesias (antes de la Lonja). Iniciando así su historia como lugar urbanístico propio e identificativo de la ciudad.
La literatura española posee numerosas alusiones a la Plaza Mayor de Salamanca y de su entorno, donde se encuentran descripciones destacadas como la del escritor bilbaíno Miguel de Unamuno. La evolución de la plaza, tras su construcción, pasó por diversas épocas de transformación en su mobiliario. Se diseñaron e hicieron para su adorno jardines en su centro, farolas, quioscos. Hubo tráfico rodado que, finalmente, fue suprimido en los años setenta. En el año 1935 fue declarada la Plaza un Monumento Nacional por ser la más decorada, proporcionada y armónica de todas las de su época. Asimismo, en 1973 fue considerada Monumento Histórico-Artístico. La plaza cumplió su 250 aniversario en los albores del siglo XXI.

## Entorno de la Ciudad Vieja
Hubo antecedentes urbanísticos que explican el emplazamiento de la actual plaza mayor. No se dispone de mucha información acerca del núcleo primitivo de la ciudad de Salamanca, aunque si se sabe que esta área que se encontraba en la loma central que se ubica entre el arroyo de la Palma (actual vaguada de la Palma) y el arroyo de San Pablo. Hubo intentos fallidos de repoblar la zona por parte de Ramiro II de León. La muralla primitiva, que surge para defensa de la población contra las aceifas de Almanzor, circunvalaba la loma y se encontraba a espaldas de la iglesia Mayor de Santa María de la Sede abriéndose una plazuela que hacía las funciones de zoco: llamada el Azogue Viejo. Este zoco era el centro comercial y artesanal durante la Edad Media salmantina. En una puerta de la cerca, en el siglo XII cobró protagonismo durante un breve periodo como centro comercial de la incipiente ciudad, una nueva plaza: el "Azogue Nuevo" (hacia donde ahora está la Clerecía). La ciudad iba ampliando sus zonas comerciales, desplazando su centro hacia las rutas de las más ciudades más importantes de la época: Zamora y Toro. Estas vías salían de la antigua cerca por una llamada puerta del Sol (puerta de oriente) junto a la Iglesia extramuros de San Martín y fuera de esta puerta nació una plaza, en la que confluían varias calles importantes de la ciudad. A esta plaza se trasladó el mercado inundando la zona y las calles adyacentes lentamente durante la Baja Edad Media. Este espacio abierto se denominó Plaza de San Martín, que fue considerada como la plaza más grande de la cristiandad, desde el siglo XV hasta el siglo XVIII. La actual plaza Mayor de Salamanca, surgirá en una parte de la vasta e irregular explanada que se denominaba Plaza de San Martín (ocupaba casi cuatro veces el área de la actual Plaza), llamada así por contener la Iglesia de San Martín. 

### La Plaza de San Martín
La Plaza de San Martín a finales del siglo XIV y comienzos del XV, era la zona comercial más importante de Salamanca. En este espacio desembocaban cuatro caminos y calles principales: la (actual) calle del Concejo (que era la salida hacia Zamora), la calle de Herreros (que daba salida hacia Toro), la calle de la Rúa (que introducía dentro del recinto amurallado del barrio antiguo), y la calle de Alabarderos (que proporcionaba su salida a la Puerta de San Pablo). En el mercado de la Plaza de San Martín inicialmente se vendían hortalizas, aceite, carnes, frutas, pescados, etc. Cada uno de los productos tenía asignado un lugar para su comercialización en la plaza, previamente estipulado. Algunos de los gremios establecidos en la época daban nombres a algunas calles y posiciones. Por ejemplo: la línea de carboneros (en la actualidad la plaza del mercado y del poeta Iglesias), la línea de carniceros (actual Pabellón Real), la de lenceros que se encontraba cerca de la parroquia de San Martín. Esta situación privilegiada de comercios se encontró así definida hasta mediados del siglo XVII. La disposición especializada de los vendedores de la Plaza de San Martín hizo que poco a poco se dividiera en diversos sectores. Los mercaderes de la plaza tenían allí, no solo sus puestos, sino también las viviendas. Estos mercados poco a poco se iban extendiendo por la ciudad con la llegada de los estudiantes a los diversos colegios y los que asistían a clases de la Universidad. La importancia de la plaza se ve reflejada en el traslado del Concejo de la ciudad desde la plaza del Azogue Nuevo (que estaba más o menos donde ahora está la Clerecía) a la Plaza de San Martín en el siglo XV. Lugar este de la Casa Consistorial donde el reloj marcaba oficialmente las horas de la ciudad. Estos movimientos dan muestra de que la plaza de San Martín era la Plaza Mayor de Salamanca a finales del siglo XV, comienzos del XVI. El emplazamiento de la Casa Consistorial no variará desde entonces, permaneciendo en la cabecera de la Plaza. 
El empedrado de la plaza, así como el de muchas calles que desembocan en la Plaza, se hace por orden del príncipe Juan (primogénito de los Reyes Católicos) en febrero de 1497 (el siguiente empedrado se realiza en 1607). Hasta mediados del siglo XV, la ciudad de Salamanca contó con la celebración de dos ferias francas, a la que los ganaderos y agricultores de la provincia llevaban y comerciaban con sus mercancías. Una era la feria de Don Guiral, celebrada entre el 7 de febrero y el 14 de marzo, la otra la de San Juan de junio que se celebraba entre el 10 de mayo y el 13 de junio. Los mercados semanales se celebraban los jueves. 
Por las descripciones literarias de los viajeros que recorren España en los siglos XV y XVI, se saben características arquitectónicas de esta plaza. Del francés y cartógrafo A. Jouvin se conoce que era una de las más espaciosas de España. Describiendo la existencia de la iglesia de San Martín en el medio de la plaza y del Ayuntamiento. Otro viajero europeo, que describe la plaza, es el nuncio extraordinario de Clemente VII, Camilo Borghese, ante Felipe II. De la misma forma por el viajero bohemio León de Rosmithal, en 1466, se sabe la existencia de ejecuciones públicas o ahorcamiento de malhechores, así como de otras actividades como corridas de toros (celebradas el día de Santiago) y juegos de cañas. El mismo Hernán Cortés en sus Cartas de relación al emperador Carlos V compara la plaza de la ciudad de Tenochtitlan ubicada en mitad de una laguna salada con la Plaza de Salamanca por su tamaño (segunda y tercera cartas). También Bernal Díaz del Castillo compara el tamaño de la plaza de Tlatelolco con la salmantina.
De la misma forma, la vertiente lúdica de la Plaza de San Martín, es descrita por el sevillano Pedro de Medina en 1548. Demostrando que la Plaza era ya lugar de reunión y punto de celebración de actos solemnes. Esta nueva función de la plaza, más allá de su función mercantil, dio lugar a la necesidad de un espacio de convocatoria y celebración. La necesidad de tener balcones para poder contemplar los festejos de la Plaza dieron lugar a la aparición de mesones como el Mesón de los Toros (propiedad de los monjes del Monasterio de Moreruela en Zamora), y el Mesón de la Solana (propiedad en el siglo XVII de Antonio de Paz y Estrada). La centralidad de la plaza la convierte en protagonista urbana. 
Se sabe cómo era la disposición arquitectónica de la plaza de San Martín en fechas anteriores a la construcción, debido a la existencia de planos realizados con el diseño de la planta, y firmados por Manuel de Larra Churriguera en 1741. En el ala del lado de mediodía, denominado de San Martín, se encontraba el comercio de frutas y hortalizas, así como el de carnes y pescados. Los puestos de estos productos se encontraban muy regulados por el Ayuntamiento: tanto en número como en la calidad de la mercancía que se encontraba a la venta. Las casas de esta zona hacían un perfil de media luna situando a la iglesia de San Martín en frente de las mismas. Debido a su disposición y estructura se denominaba isla de cajones firmes. Las casas que había en esta zona eran copropiedad del Ayuntamiento de Salamanca y de la parroquia de San Martín. Uno de los bloques de casas desembocaba en una plazuela denominada corrillo de la Yerba. El lado oriental tenía una torre desde la que un reloj proporcionaba la hora a los transeúntes que frecuentaban la plaza, se encontraba abierta con innumerables puestos elaborados de madera. A sus espaldas se encontraban los puestos de carbón y la lonja. El lado de poniente, denominado de Petrineros, formaba una línea recta interrumpida por la calle del Prior y del Concejo (cercano al entonces mesón de los Toros). Se componía de la zona más noble, y muchas de las casas pertenecían a las instituciones oficiales, algunos ejemplos como el Cabildo de la Catedral, la casa de la Clerecía de San Marcos, la Casa de la Universidad, Casa de la Encomienda de San Juan de Barbalos, el Palacio del Conde de Grajal. La construcción de la nueva Plaza encontraría una mayor resistencia litigante, precisamente en este Pabellón de Petrineros. La construcción supondría un desembolso de dinero, así como un cambio de proporciones en los solares e inmuebles existentes. Existía un fuerte desnivel entre el lado de poniente Petrineros y el lado de oriente. El lado septentrional de la plaza (frente al de San Martín) se encontraban las casas consistoriales. Este lado de petrineros, correspondiente a la vieja plaza medieval era el único que tenía soportales.

### Necesidad de una «Nueva Plaza»

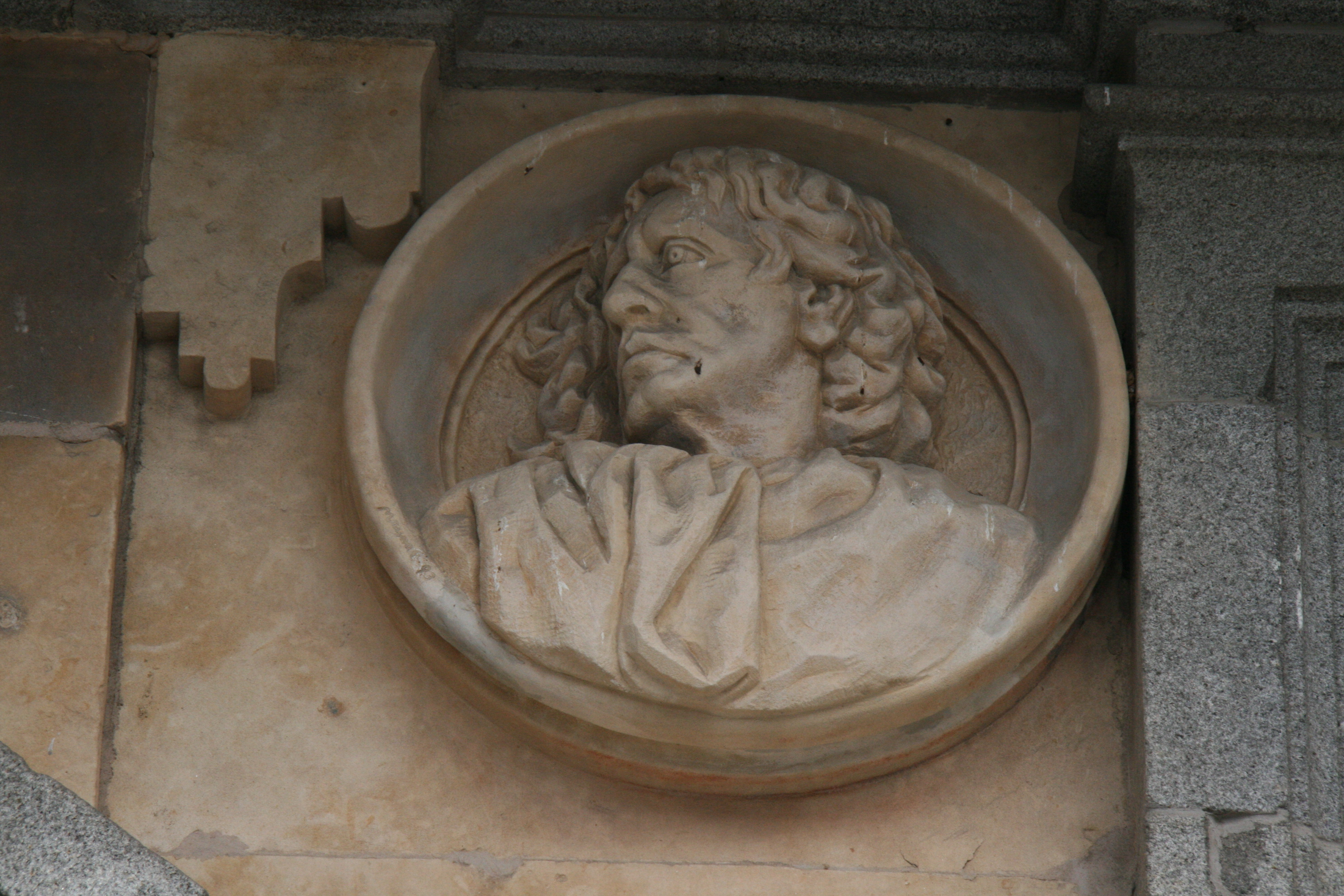
Efigie de Alberto Churriguera uno de los maestros mayores de los inicios de sus construcción. Encargado de los dos primeros lienzos.

Otras ciudades españolas ya disponían de Plazas Mayores "regulares" en los albores del siglo XVII, y resultaba necesario que Salamanca, que alcanzaba unos quince mil habitantes, dispusiera igualmente de una plaza más regular que la desigual y extensa plaza de San Martín. Existen peticiones expuestas formalmente al Consistorio a comienzos del siglo XVIII solicitando la renovación del espacio de la Plaza de San Martín. Un ejemplo es la realizada en 1720 debida al Corregidor Jerónimo de Blancas y Perafán de Ribera (según directrices del Consejo de Castilla). Estas peticiones, anteriores a la formulada por Rodrigo y Llanes, no prosperaron debido principalmente a la falta de rigor en su formulación, siendo temido el desembolso económico. El Consistorio temía que la ciudad quedara finalmente empeñada debido a un fallo en el coste de su ejecución, y por esta razón exigía su realización con detalle económico. Rodrigo de Llanes fue el detonante final de la necesidad de la construcción de la plaza, su actividad administrativa le llevó a activar anteriormente la construcción de un Hospicio (el nedificio que ahora es el Archivo General de la Guerra Civil Española), una fábrica de anascotes (fábrica de paños de lana). Su exposición del proyecto el día 9 de julio de 1728 ante el consistorio, fue clave para convencer al Ayuntamiento. Apelaba el regidor Rodrigo ante el Consistorio que las necesidades para su construcción eran tres: la primera era el ornato, la segunda la utilidad pública y el bien común, la tercera la relacionaba con la mejora del comercio en la ciudad. Reunido el consistorio el 28 de junio, el administrador declaró la existencia de fondos para el comienzo de las obras, de esta forma se ordenó el comienzo de las mismas. En esta reunión se nombró como comisarios diputados de la obra a Juan Barrientos y Solís, a Francisco Honorato y San Miguel, Juan Gutiérrez, y a José del Castillo y Larrazábal (conde de Francos). El resto del año 1728 se consumió en los trámites administrativos de los diputados ante el Consejo de Castilla y obtener finalmente la aprobación real. La idea era construir una Plaza lo más cuadrada posible. Este cambio resultaba ser el "definitivo" ya intentado anteriormente a lo largo de los siglos XVI y XVII, sufriendo diversas variantes que consistían en cambios en la organización espacial con el objeto de mejorar el aspecto público y lograr despejar las calles.
Las peticiones, por parte de los comisarios del Consistorio, al Consejo de Castilla siguieron sus etapas administrativas habituales. El 17 de octubre de 1728 solicitó el Consejo de Castilla al Consistorio un informe detallado y explicativo del tipo de obra que se iba a realizar. El informe debería incluir cuantía de dinero, tiempo empleado para su construcción y los rendimientos económicos que produciría. El Consistorio respondió que el gasto de ejecución sería de 726 000 reales (247 000 reales en posesión de la ciudad y 480 000 reales recaudables desglosados por año), el tiempo empleado en la construcción de la plaza estimado era de seis años. Con ello el erario real quería evitar costes futuros debido a la construcción de la Plaza, derivados de la imposibilidad de que la ciudad no los pudiera costear. La provisión real de Felipe V se firma en Madrid el 12 de enero de 1729. La provisión real, aunque concedía licencia para la construcción de dos lienzos de la plaza, se negaba a conceder ayuda económica real, condonar u ofrecer moratoria en caso de impagos. Siendo la construcción de la Plaza una labor de la ciudad y de sus habitantes. A la llegada de la provisión, Rodrigo de Llanes el 25 de agosto de 1729 acude al maestro mayor de la Catedral Nueva de Salamanca: Alberto Churriguera y le solicita un estudio inicial. Desde el 12 de enero, se pregonó la obra por las calles de Salamanca durante un plazo de dos semanas, no habiendo constructor que se hiciese cargo de la obra bajo el presupuesto anunciado. Rodrigo Caballero con el objeto de facilitar y aclarar el proceso de contrata, redactó un minucioso reglamento por el cual deberían iniciarse las obras.
Los planos iniciales de Alberto Churriguera no se conservan en la actualidad, y a pesar de suponer su existencia se desconoce su paradero. Pero si se dispone de un diseño en planta firmado por su sobrino Manuel de Larra Churriguera, y datado en el año 1741. En este plano se describe la situación de la plaza durante su construcción, y deja clara la intención inicial de Plaza que tenía Alberto. Las distancias en este plano se indican en pies castellanos, y reflejan una plaza ligeramente más grande de tamaño que la actual. La causa de la reducción, serán los litigios que aparecerían durante la construcción en los años venideros. Alberto Churriguera antes de construir el Pabellón Real redacta once condiciones mediante las cuales deben construirse los dos primeros lienzos de la Plaza. Estas condiciones afectan al cimentado, sótanos, bodegas, paredes maestras y fachadas. Estas condiciones fueron aprobadas por el Consejo de Castilla y ejecutadas en la construcción de toda la Plaza: es decir de los cuatro lienzos. La nómina de Churriguera, por su trabajo de diseño y vigilancia, alcanza unos trescientos ducados anuales. 
El coste de los dos primeros lienzos (el denominado Pabellón Real y el de San Martín), se estimaba en unos 66 000 ducados. El orden de ejecución estaba justificado desde un punto de vista económico, el Pabellón Real (que ocupaba espacio abierto de la Plaza de San Martín) sería provechoso para el ayuntamiento debido a los contratos de arrendamiento de las casas posteriormente construidas; lo mismo ocurre en el Pabellón de San Martín (en régimen de copropiedad con la parroquia). La realización de estos dos pabellones supondrán ingresos periódicos al Ayuntamiento. No sería así en el Pabellón de Petrineros, edificado sobre un conjunto de parcelas en propiedad de particulares, así como en gran parte del consistorial. Se empezó por lo tanto por los lienzos más rentables económicamente a la ciudad, así como los que potencialmente serían menos conflictivos.

## Construcción

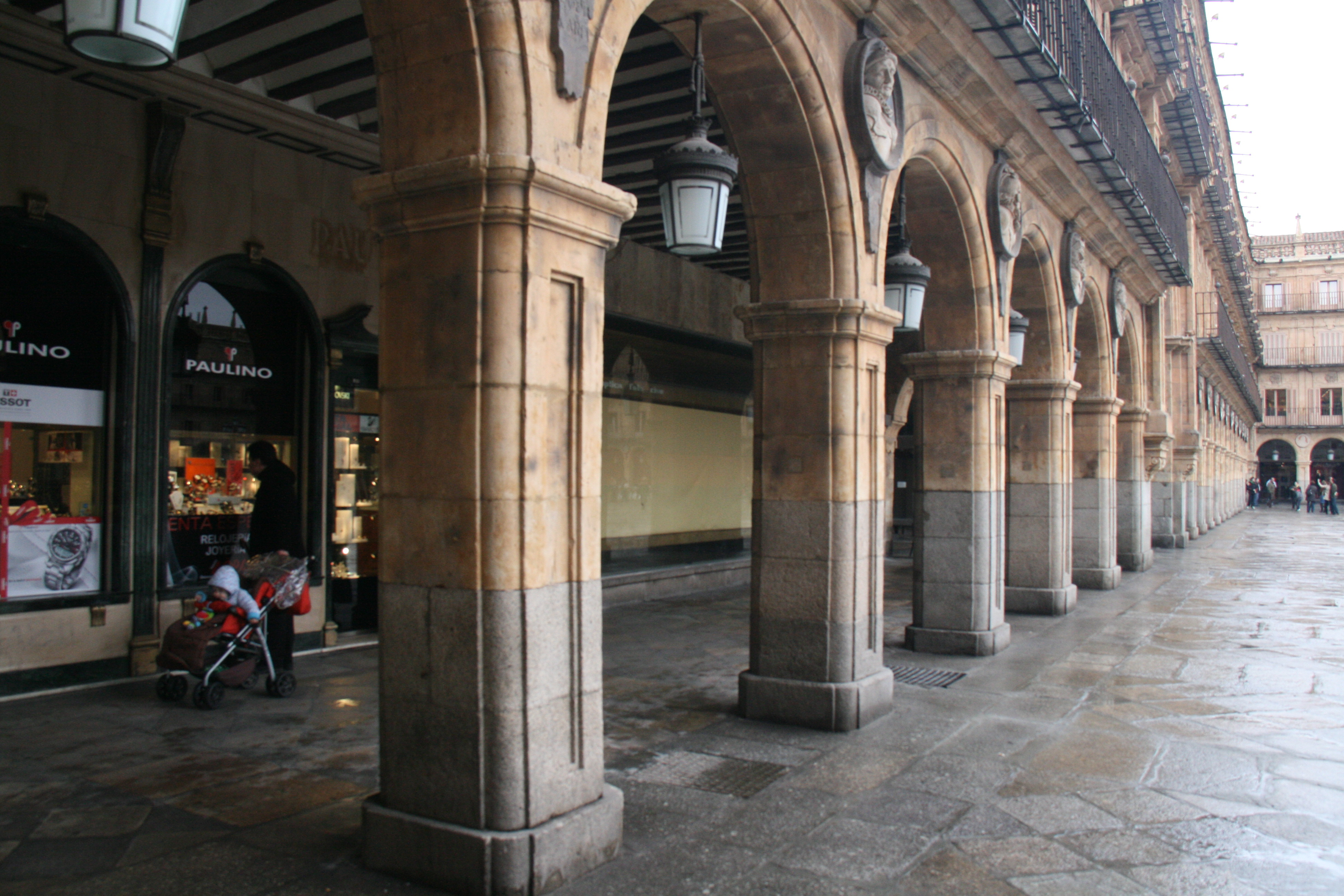
Machones de piedra de granito en las primeras hiladas de las columnas de los soportales, debidas a una obra de reasentamiento datada en 1927-1928.

Las fechas de inicio de las obras difieren, según el autor consultado, y según qué considere como evento de "comenzar". Por ejemplo hay autores que consideran el allanado inicial de la plaza como comienzo, otros como el acto administrativo. Había un fuerte desnivel desde Petrineros hasta la plaza de carboneros, y el trabajo de allanado requería el transporte de mucho material. El rey Felipe V firma la real cédula de comienzo de las obras en 1707, pero no tuvo efectividad hasta más adelante. Otros autores reconocen que el permiso real no fue concedido hasta 1710, siendo 1720 la fecha de inicio de los trabajos. El cronista salmantino Villar y Macías indica el 10 de mayo de 1729, siendo esa la fecha más aceptada. La idea de la Plaza Mayor proviene de Rodrigo Caballero y Llanes, corregidor que tomó posesión del cargo en noviembre de 1726.
La construcción se realiza en tres fases bien diferenciadas. Las obras comenzaron el 10 de mayo del año 1729. Alberto Churriguera recibe el encargo a la edad de cincuenta y tres años y comienza su labor con el apoyo del corregidor Rodrigo Caballero. En la primera fase se diseñan y construyen primero el Pabellón Real y posteriormente el de San Martín. Cabe destacar que durante su periodo de construcción se fueron acabando otros edificios notables de la ciudad, como lo es: la Catedral Nueva y La Clerecía. 

### Los constructores
El aparejador a cargo de las obras, elegido por ser hombre de confianza de A. Churriguera, fue Felipe Fernández (apodado «cabeza redonda»). Felipe se llevó consigo algunos de los colaboradores más fieles de la obra de la Catedral Nueva. Se sabe poco de este aparejador, excepto que murió antes de 1750. El segundo aparejador es Francisco Pérez de Estrada (figura en el Catastro de Ensenada con edad de cincuenta años, luego comenzó la obra a la edad de veinte y seis). Las cuadrillas se dividían en grupos jerarquizados. Los principales grupos eran tres: canteros que trabajaban la piedra, los albañiles y los carpinteros. Entre los canteros que trabajaban la piedra, se encontraban: los asentadores, los labrantes encargados de hacer las piedras a escuadra, y los fijadores. Entre los albañiles se distinguían los oficiales de albañilería, encabezando cuadrillas de a ocho. En el gremio de los carpinteros se distinguían los aserraderos. Muchos de los canteros y albañiles habían trabajado a las órdenes de Alberto Churriguera en el coro y trascoro de la Catedral Nueva. 
Entre los escultores a cargo de las obras de embellecimiento, cabe destacar al vallisoletano Alejandro Carnicero que se instala en la ciudad de Salamanca y colabora con José de Larra (cuñado de A. Churriguera) en las tallas del coro de la Catedral Nueva. Esculpió la mayor parte de los medallones de reyes españoles del Pabellón Real en la primera fase constructiva. Recorriendo los reinados desde Alfonso XI hasta Felipe el hermoso y Juana la loca y otras dos de las enjutas del Arco de San Fernando. Se suponen también de este autor los medallones del Pabellón de San Martín, finalizado en 1735 (fecha en la que el artista residía en Salamanca). Estos medallones se hicieron policromados y dorados, algunos de ellos conservan restos de esta labor. No se sabe con certeza que se le encargara la talla del gran medallón de San Fernando con su espada de hierro, bajo el dosel, pero hay autores que le atribuyen su realización. Las fuentes gráficas que empleó Alejandro Carnicero en su realización proceden de una serie de treinta láminas de retratos de reyes españoles (esta serie va desde Ataulfo hasta Carlos II) que data de 1685. Estas ilustraciones se reprodujeron posteriormente en 1729 en la "Historia de España" de Juan de Mariana, justo en el año de comienzo de las obras de la Plaza. Es muy posible que Carnicero trabajara con las reproducciones de Juan de Mariana y no con la edición romana, costosísima, de 1685. Junto a los escultores se encontraban los tallistas, encargados de obras menores de ornamentación de arcos y balcones. Algunos de ellos realizaron los ornamentos de los Arcos Mayores de San Pablo, San Martín y San Fernando (en especial la hojarasca que aparece rodeando la lápida). Serán responsables de tallar los escudos reales y de la ciudad que se encuentran en la parte trasera del Pabellón Real (mirando a la actual Plaza del Mercado). Algunos de los tallistas mencionados son Manuel de Valladolid (desde febrero de 1732) y su ayudante Roque del Moral. 
Entre la nómina de los carpinteros aparece como destacado: Bartolomé de Coca. Perteneciente a una estirpe de carpinteros salmantinos vinculados a las obras del Ayuntamiento. Su hijo José de Coca permanecerá en la obra de la Plaza durante la segunda fase de la misma. La labor de Bartolomé era la de seleccionar, tasar, medir la madera destinada a los andamiajes (carpintería de armar). Los oficios de aserradores eran los encargados de cortar y asentar las vigas y tablones. Otros carpinteros se encargaban de las puertas y ventanas, se solían encontrar bajo contratas especiales (carpintería de taller). Similares contrataciones ocurrieron con las obras de herrería y de cerrajería. Las labores y tareas de estos últimos iban desde la composición y mantenimiento de las herramientas empleadas por canteros y carpinteros, hasta la de proporcionar clavazón, cerraduras y demás instrumentos bajo demanda de la obra. Dentro de las labores de rejería se encuentra la especialidad de elaboración de balaustradas de los balcones de hierro.  
Las jornadas de trabajo duraban de sol a sol, durante todos los meses del año. En los meses de verano los días eran largos y esto producía una larga jornada, mientras que en invierno eran más cortos. A pesar de ello, los salarios se mantenían inalterables. La paga a los trabajadores en concepto de salario era, de media, ligeramente más alta que la demanda y esto compensaba la variabilidad de las horas de trabajo a lo largo de los meses del año. Los jornales se pagaban puntualmente cada domingo por la mañana. Las modalidades de pago eran: el pago de jornales completos (de sol a sol), medias jornadas o fracciones inferiores de las mismas, siendo días laborables todos los días del año excepto domingos y fiestas. Las jornadas se reducían a veces por mal tiempo. La cantidad de días laborables quedaba reducida a tres cuartas partes del año. Había extras como el convite a los trabajadores en ciertas fechas señaladas, como el 10 de mayo. En estas fiestas se solía invitar a todos los trabajadores de la construcción a un banquete que consistía en vino, aceitunas y queso.

### Los materiales

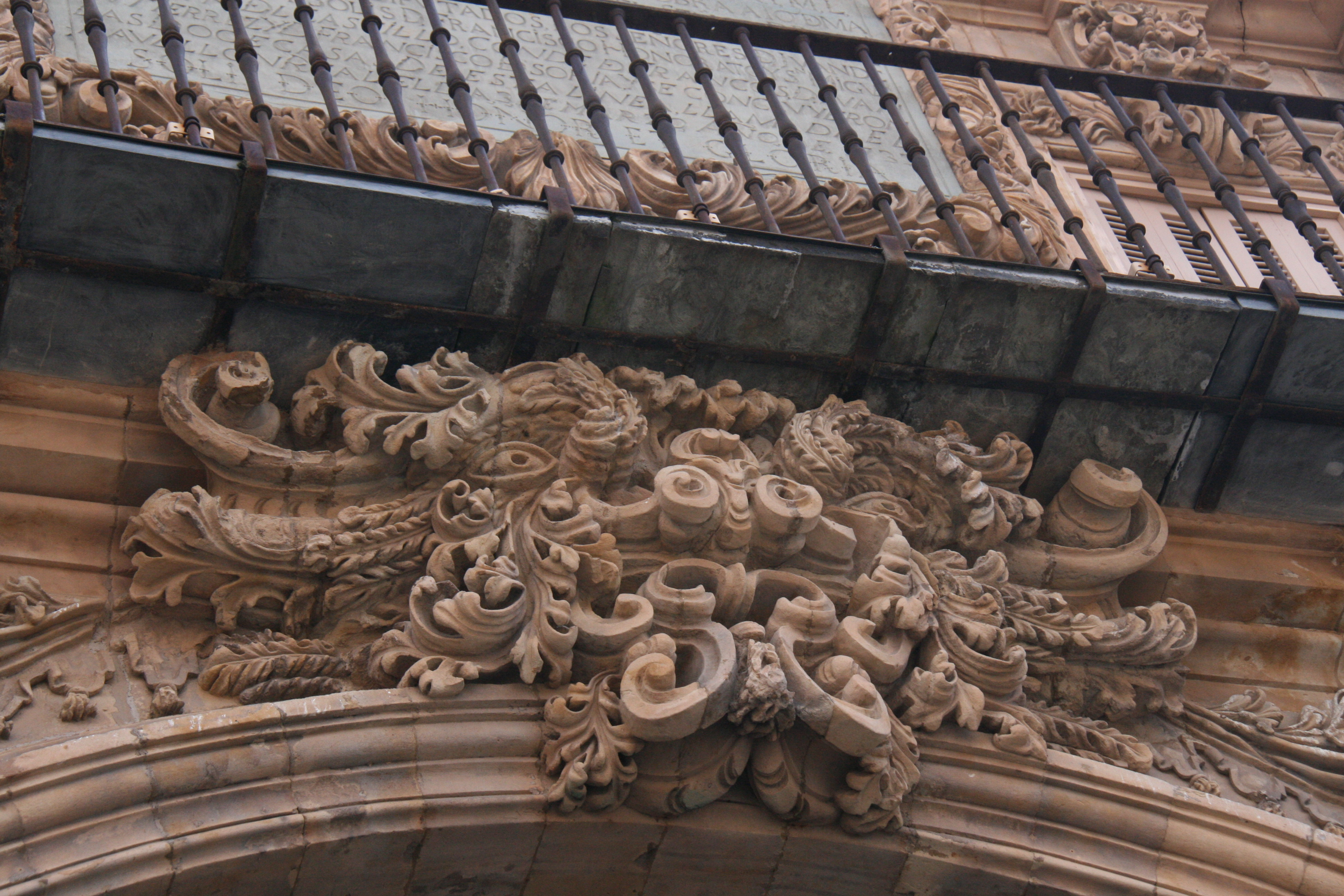
El empleo de la piedra franca de Villamayor permitió a los tallistas realizar elementos ornamentales como esta 'hojarasca de la clave del Arco de San Fernando.

No se emplearon en la primera fase de la obra materiales nobles excesivamente costosos, de esta forma se evita el mármol, el alabastro. Solo se contrataron seis piezas de mármol en 1752 para el tallaje de los escudos de la ciudad, así como el real. Todos ellos dispuestos en el Pabellón del Consistorio. Tampoco se emplearon en las áreas visibles materiales modestos como puede ser ladrillo visto, estuco. 
Para la fachada se empleó la piedra arenisca proveniente de las canteras de  Villamayor (denominada también piedra franca), que gracias a las manchas ferruginosas torna su color en un rojizo característico (que oscila entre el blanco-amarillento y el pardo-rojizo). También es el material empleado fundamentalmente en la mayor parte del Patrimonio Histórico Arquitectónico de Salamanca y sus alrededores. En las cuatro primeras hiladas de los machones de los soportales se empleó piedra franca, procedente de las canteras de la Pinilla (junto a Carbajosa de la Sagrada). Estos machones se recalzan posteriormente en las labores de restauración de los años 1927-1928 con piedra de granito, más resistente a la erosión humana e impermeable ante la absorción de agua del terreno. La pizarra empleada en la construcción, como soporte de balcones y de relleno de juntas para el encaje de entre piedras provenía de las canteras de Mozárbez. Las techumbres de los soportales se realizarían mediante el empleo de vigas de pino y bovedillas de yeso. Las paredes maestras de las casas que dan a la Plaza serían de mampostería, mientras que por el contrario los tabiques interiores, de ladrillo y los forjados, de yeso.

### El Pabellón Real y de San Martín (1729-1735)

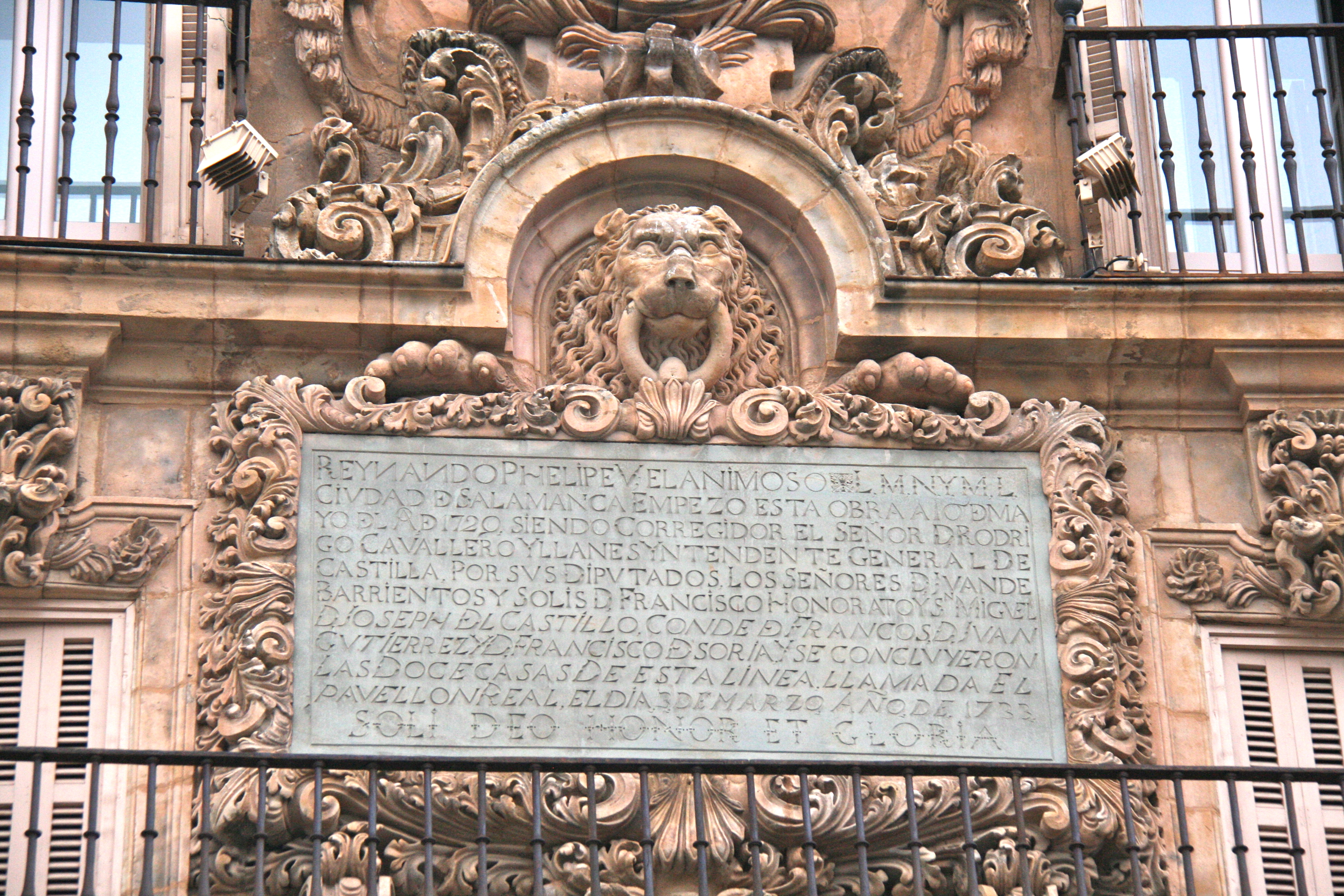
Placa conmemorativa en la Plaza Mayor de Salamanca ubicada debajo de la espadaña del "Pabellón Real", en la que se menciona a Rodrigo Caballero y Llanes como promotor del proyecto. Siendo la fecha de finalización de la obra la del 3 de marzo de 1733.

Las obras comenzaron por el lado de la plaza de carboneros, única zona de la Plaza de San Martín abierta hasta aquella fecha. Al ser los terrenos del municipio resultaba más sencillo edificar, sin necesidad de realizar expropiaciones o cualquier otra actividad administrativa. El solar era municipal y estaba ocupado en 1692 por la "isla de los cajones firmes". Aunque la placa conmemorativa elaborada en pizarra (ubicada en el Arco de San Fernando), menciona la fecha oficial de comienzo relativa al del diez de mayo, previamente se acarrearon los materiales necesarios, y se allanó el área, comenzando estas obras administrativamente el día 9 de abril. La placa conmemorativa hace referencia tan solo a esta fase constructiva del Pabellón Real, no incluyendo las fechas de finalización del Pabellón de San Martín:

REYNANDO PHELIPE V EL ANIMOSO LA M.N. Y M.L. CIUDAD DE SALAMANCA EMPEZÓ ESTA OBRA A 10 DE MAYO DEL AÑO 1729, SIENDO CORREGIDOR EL SEÑOR D. RODRIGO CAVALLERO Y LLANES, YNTENDENTE GENERAL DE CASTILLA, POR SUS DIPUTADOS LOS SEÑORES D. JUAN DE BARRIENTOS Y SOLÍS, D. FRANCISCO HONORATO Y SAN MIGUEL, D. JOSEPH DEL CASTILLO, CONDE DE FRANCOS, D. JUAN GUTIÉRREZ Y D. FRANCISCO DE SORIA, Y SE CONCLUYERON LAS DOCE CASAS DE ESTA LÍNEA LLAMADA PAVELLÓN REAL EL DÍA 3 DE MARZO AÑO DE 1733. SOLI DEO HONOR ET GLORIA

A la fecha indicada en la placa de finalización del lienzo Real, a pesar de que ya se había comenzado la realización del lienzo de San Martín. El pabellón real tiene un arco mayor en su centro, denominado de San Fernando (patrono de la monarquía castellana). La ejecución se realizó desde el arco que va a parar a la Escalera del Ochavo (que desemboca en la Plazuela de la Lonja) al arco de la escalera de Pinto (Lienzo que ocupa unos 80.6 metros a pesar de que inicialmente eran 79.80 m). Es decir la ejecución del Pabellón se hizo, de derecha a izquierda, si se mira el Arco de San Fernando desde el interior de la Plaza. Los medallones los labró el escultor Carnicero en dos fases, en la primera se esculpieron los ocho primeros desde Carlos V en la mitad derecha del pabellón, en la segunda se hicieron los once restantes terminados el 22 de marzo de 1732. La parte del Pabellón Real que da a la plaza del Mercado posee unos soportales que se denominan Portales de San Antonio, estos portales alojan a unas tiendas que se denominan covachuelas. El Pabellón Real se construyó primero para enrasar el nivel de la plaza, ya que el terreno original estaba en pendiente, de modo que el muro de contención queda dentro del pabellón, y por eso, la fachada que se orienta al Mercado posee una mayor altura a causa del desnivel resultante entre la Plaza y el Mercado.
No se había terminado el Pabellón Real cuando se comienza a cimentar el pabellón de San Martín el 2 de febrero de 1732, ese mismo día se dicen tres misas por el éxito de la construcción. Este lienzo se construye sobre el solar de unas dieciocho viviendas, propiedad del Ayuntamiento y de la vecina parroquia de San Martín. Por esta razón la construcción de este lienzo requirió un consenso entre Ayuntamiento y Parroquia, consenso vigilado por Felipe V y el Consejo de Castilla. La iglesia de San Martín quedará tapada al realizar este lienzo, no obstante se acuerda que las casas aislen la iglesia con patios de luces. La realización de este lienzo fue rápida, en parte porque el Ayuntamiento pierde un ingreso mientras hace las obras, de modo que el arrendamiento de las nuevas casas comienza el año 1733. El proceso de arrendamiento finaliza a finales de 1734. Esto supone que el Pabellón de San Martín se realizara en dos años. El arco mayor de San Martín, que desemboca en la Plaza del Corrillo de la Yerba, se realiza en el año 1735. El otro arco mayor del Pabellón de San Martín: el Arco de San Pablo, aparece desplazado hacia uno de sus extremos. En el ángulo que forman ambos pabellones se abre una salida que salva su desnivel con la Lonja mediante una escalerilla ochavada (en la actualidad restaurada, a pesar de que mantiene el nombre). La disimetría se hizo para mantener el trazado primitivo de las calles medievales que desembocan en la Plaza. Se labraron en los medallones de este lienzo una serie de efigies correspondientes a conquistadores españoles, así como militares, es por esta razón por la que el ala de San Martín a veces se denomina popularmente como Cuartel General.

### El periodo de litigios (1735-1750)
El Consistorio se reúne el 27 de agosto de 1733 para estudiar como completar los lados restantes. Se menciona la construcción de la Casa Consistorial y se describen los recursos económicos para su realización. El otro paño, el de Pretineros, se extiende desde la esquina que forma el Arco de San Martín hasta la entrada de la calle del Concejo. En la época anterior de la Plaza de San Martín se establecieron los vendedores y manufacturas del cuero (de ahí el nombre de Pretineros). Ante la solicitud de construcción de estos dos lienzos al Consejo de Castilla, este acaba poniendo trabas solicitando el consentimiento de 'todos' los propietarios. Para realizar la construcción de acuerdo con los planos de Churriguera era necesario que cada vecino sufragase los gastos de construcción, cediendo terreno a la plaza si fuera necesario, con el objeto de alinear e igualar fachadas. en caso de que no fuese así se debería vender el solar y los edificios al Ayuntamiento. 
Entre los dueños y habitantes de la isla de pretineros se encontraba: el Cabildo de la Catedral, la Real Clerecía de San Marcos que posee las casas sobre la calle Tutor (sobre la dovela del arco mayor de la calle Tutor puede verse el León de San Marcos), el Colegio Mayor de San Bartolomé, la Cofradía de los Caballeros Veinticuatro, las casas edificadas por el Ayuntamiento y en las que vivía el Comendador Bartolomé Cabeza de Vaca, la casa de la Universidad, la casa de la Encomienda de la Orden de San Juan, el palacio del conde de Grajal ya en la esquina final. Detrás del palacio condal, mediante acceso de una calle se encontraba el Mesón del Toro en propiedad de los monjes del Monasterio de Moreruela de Zamora. De una forma u otra todos los dueños se avinieron, bien a ceder mediante venta (siempre con derecho a balcón), bien a sufragar los gastos de construcción. Todos excepto los monjes del Mesón del Toro que alegaron mantener el acceso a su Mesón, no cortando la calle. Siendo de todos ellos el más obstinado Don Manuel José Osorio y Enríquez de Guzmán conde de Grajal. El conde mediante su agente Pedro de Rueda Osorio alegaba que se revisara el proyecto debido a que su palacio era de mejor traza que lo previsto, y si se 'alineaba' su fachada se causaba un gran daño a su imagen. Las alegaciones causaron el efecto deseado por el conde, y en el otoño de 1738 se paralizaron las obras por orden del Consejo de Castilla. La situación quedó en espera durante cerca de quince años, dando lugar al dicho popular en aquella época: 

Salamanca tiene fuerte, media plaza, medio puente, medio claustro de San Vicente
(anónimo)

La mención del puente se debe a que la parte meridional del puente romano, fue destruida por la riada acaecida en San Policarpo (en la noche del 25-26 de enero de 1626) y todavía no estaba reparado en estas fechas. El Claustro de San Vicente pertenecía a un monasterio de Monjes Benitos que mostraba parte de su edificación sin acabar, este Monasterio acabó desapareciendo en pleno siglo XIX. Del fuerte, la mención se refiere al de San Cayetano. El maestro mayor, Alberto de Churriguera decide acabar sus trabajos en la Catedral en octubre de 1738, y debido al parón de la obra de la Plaza abandona la ciudad de Salamanca para irse primero a Madrid y luego vivir en Orgaz (Toledo), y allí trabajar en un encargo para la construcción de la Iglesia de Santo Tomás Apóstol.  Es sustituido a cargo de las obras por su sobrino Manuel de Larra Churriguera. La substitución, siendo oficial en las obras de la Catedral, sin embargo no lo es en las de la Plaza. Durante este periodo el corregidor García Ramírez de Arellano cesa en su cargo, siendo substituido por Juan de Hourlier. Los litigios fueron siguiéndose en diversos terrenos administrativos de Castilla, llegando hasta el máximo organismo de Justicia del Consejo de Gobierno. Finalmente este falla a favor de la ciudad el 21 de octubre de 1741. En el fallo se conmina a Manuel José Osorio para que venda el palacio a la ciudad. El 25 llega la real cédula a Salamanca, y se lee públicamente en el Consistorio con gran algarabía. Las obras del Consistorio comienzan de inmediato. La torre del palacio Grajal comienza a derribarse el 15 de junio de 1753.
Las obras continúan lentamente en el Pabellón Consistorial, así como en el ala de Pretineros hasta que el 27 de junio de 1742 el corregidor Juan de Hourlier manda paralizar las obras debido a las quejas de dos vecinos: Juan de Basanta y el dueño del Mesón de la Solana (este mesón aparece en el comienzo de la obra titulada La vida de Lazarillo de Tormes). Apenas florecían los machones de la futura Casa Consistorial cuando se comienza una nueva ronda de litigios con los vecinos del Pabellón Consistorial. Se alega que, de acuerdo con los planes de A. Churriguera el Pabellón Consistorial invade literalmente sus casas, mermando su tamaño en una cantidad considerable. El municipio mandó llamar a Manuel de Larra y Churriguera para que se presentara a defender las acusaciones y estando en el Monasterio de Montserrat excusó su presencia enviando a su aparejador. El pleito seguía su curso cuando en 1743 aparece Andrés García de Quiñones Maestro del Colegio Real de Compañía de Jesús presentando una alternativa al proyecto ejecutado por el consistorio siguiendo las directrices de A. Churriguera. El 12 de noviembre se convocó a ambos arquitectos Quiñones y Larra Churriguera para examinar ambos proyectos. En el examen del proyecto participó el arquitecto Juan García Berruguilla, que el 23 de enero de 1744 examina los cimientos del ala Consistorial, y examina los proyectos. El dictamen es comunicado en público el 2 de marzo de 1744 indicando que el proyecto de García de Quiñones (con algunas modificaciones) es más estable. El proyecto de García de Quiñones además aliviaba las quejas de la mayoría de los vecinos. El Municipio salmantino cambió de opinión y aceptó finalmente el nuevo plan propuesto. Juan de Basanta, el único litigante fue convencido al intercambiarle sus terrenos, por otros equivalentes en el lienzo de San Martín propiedad del Municipio. Este lienzo mide en la actualidad 81.60 metros mientras que en el diseño de Churriguera sumaba 86.80 m, la reducción se debe al ajuste entre los litigios. De la misma forma el Pabellón Consistorial que alcanza 82.6 metros en la actualidad, sufrió una merma de 2 metros sobre los planes. El 9 de julio de 1746, en plena construcción del Pabellón de San Martín, muere Felipe V que es sucedido por su hijo menor Fernando VI que reinará desde 1746 hasta 1759 durante el resto de fase constructiva de la Plaza.

### El Pabellón Consistorial (1750-1756)

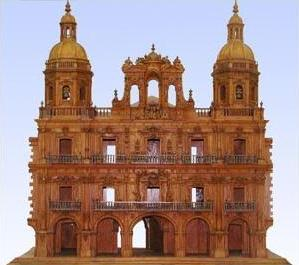
Maqueta en madera según proyecto de los arquitectos Juan García Berruguilla y Andrés García de Quiñones.

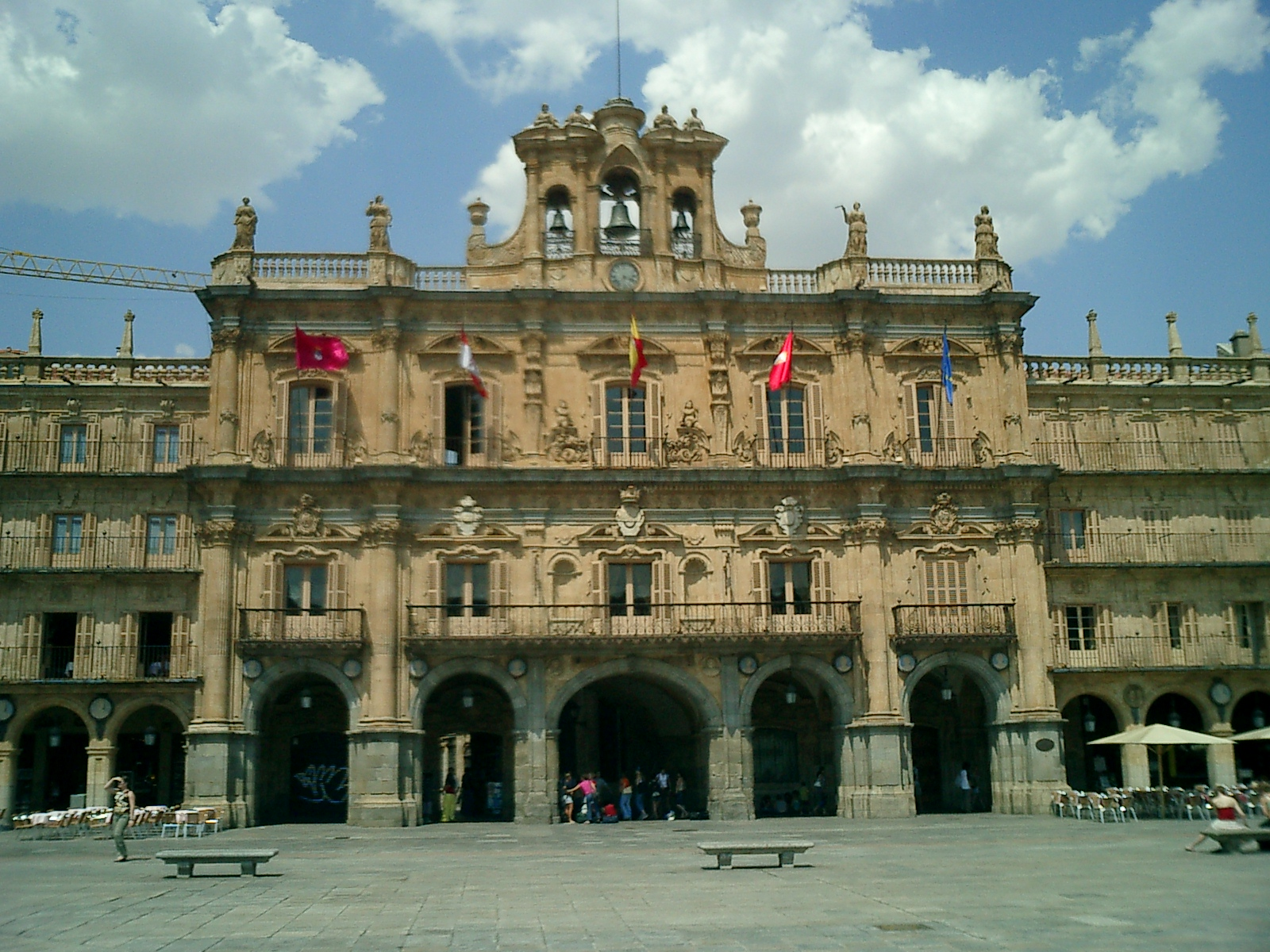
Lienzo del Consistorio tal y como quedó (sin las torres).

Durante el litigio de los años anteriores, el corregidor Marqués de Arellano, el 19 de junio de 1738 recibe permiso para comenzar la casa consistorial. No obstante sufre diversas interrupciones a lo largo de 1742, y posteriormente en 1748. Durante casi quince años estuvo el Pabellón sin construirse debido a los litigios del Municipio de Salamanca con los diversos propietarios de las casas adyacentes. El último litigio con el sobrino de Churriguera, el Municipio decidió encargar una maqueta en madera del Consistorio, este modelo seguía el proyecto de Berruguilla. La maqueta fue realizada por José González Bordado en 1747 (depositada en el Museo Provincial de Salamanca). En esta maqueta arquitectónica puede advertirse un par de torres a ambos lados de la espadaña que nunca llegaron a construirse. 
En 1750 se comienzan las obras de los dos lienzos restantes. La acometida se hizo por diversos sitios al mismo tiempo. Se sabe de la finalización de algunas casas por los documentos, por ejemplo: las casas de la Real Clerecía estaban listas el 13 de mayo de 1752, la casa de la Universidad el junio de 1754, la casa de Grajal que ocupa nueve balcones el 29 de abril de 1754. El sistema de financiación era mixto: casas privadas y ayuntamiento costeaban los gastos de las dos aceras. Se mantuvo, no obstante la reglamentación y ordenamiento anteriormente establecidos por Rodrigo Caballero. Andrés García de Quiñones fue nombrado Maestro Mayor de obra, con la aprobación del Consejo de Castilla. De todas formas no era el único Maestro Mayor ya que la Universidad, la Clerecía de San Marcos y el Cabildo asistían con sus propios arquitectos a la obra, entre ellos fue contratado Manuel de Larra y Churriguera (casa de la Universidad en Petrineros y dos del Consistorial). La armonización de los diferentes criterios fue complicada durante este tercer periodo. Durante esta etapa figuraron como aparejadores el hijo del Maestro Mayor: Jerónimo García de Quiñones y Manuel Antonio Salgado. El 1 de junio de 1751 se comienzan las obras en la casa del Consistorio. En 1752 el tallista Antonio Moreno ya esculpía los escudos, capiteles, florones y demás tallas. El 5 de febrero se finalizaban en el balcón consistorial las figuras de los dos mancebos que sostienen los atributos de justicia, ambos tallados por Gregorio Carnicero (hijo del tallista Alejandro Carnicero). El resto de escudos y blasones de las casas y organismos públicos de este Pabellón no tuvo tallistas de renombre. Para realizar los balcones se hizo un contrato especial con herreros. El 29 de abril de 1755 se acabó de construir la última casa que cerraba la Plaza en el Arco de Toro y la escalerilla de Pinto que engarza el Pabellón Consistorial con el Real. Con ello se puede concluir que, descontados los años de pleitos que hubo entremedias, la plaza se hizo en un periodo de tiempo neto de diez años.   
La espadaña de la casa consistorial, se erigió casi un siglo después, concretamente en 1852 con el proyecto del arquitecto municipal Tomás Cafranga. Existe un grabado de 1840 donde se puede observar la falta de espadaña en la casa consistorial. Sobre ella aparecen cuatro figuras alegóricas identificadas con: la Agricultura, el Comercio, la Industria y la Astronomía (todas ellas en lugar de obeliscos). Fueron talladas por un profesor de dibujo de la Escuela de Nobles y Bellas Artes de San Eloy llamado Isidoro Celaya. Se erigió la espadaña y en sus tres huecos se dispusieron cuatro campanas fundidas por Salvador Raurell (de nombres: romana, satinay, bentula, esquilonada). Se puso a sus pies la esfera de un reloj tipo Morez. Sobre la cúspide de la espadaña aparecen cuatro matronas que representan a las cuatro virtudes cardinales: Prudencia – Justicia – Fortaleza – Templanza. Las torres que pueden verse en la maqueta de madera no llegaron nunca a construirse.

## La nueva plaza Mayor
La construcción de la Plaza acaba encajonando la Iglesia de San Martín entre diversas casas, y poco puede verse de su estructura desde la calle. La iglesia es, en la actualidad, el único edificio superviviente de la "Antigua Plaza". Algunos, como el arquitecto Fernando Chueca Goitia opinan de la Plaza Mayor de Salamanca: "La Plaza mayor no añade ninguna solución nueva al gran tema de las plazas mayores españolas, pero es la máxima, bella y florida culminación de todas ellas". La Plaza se convierte en el siglo XVIII en lugar de celebración de "fiestas barrocas". Los balcones se arriendan frecuentemente a privados para mejor disfrute de la visión de corridas de toros. 

### El programa iconográfico

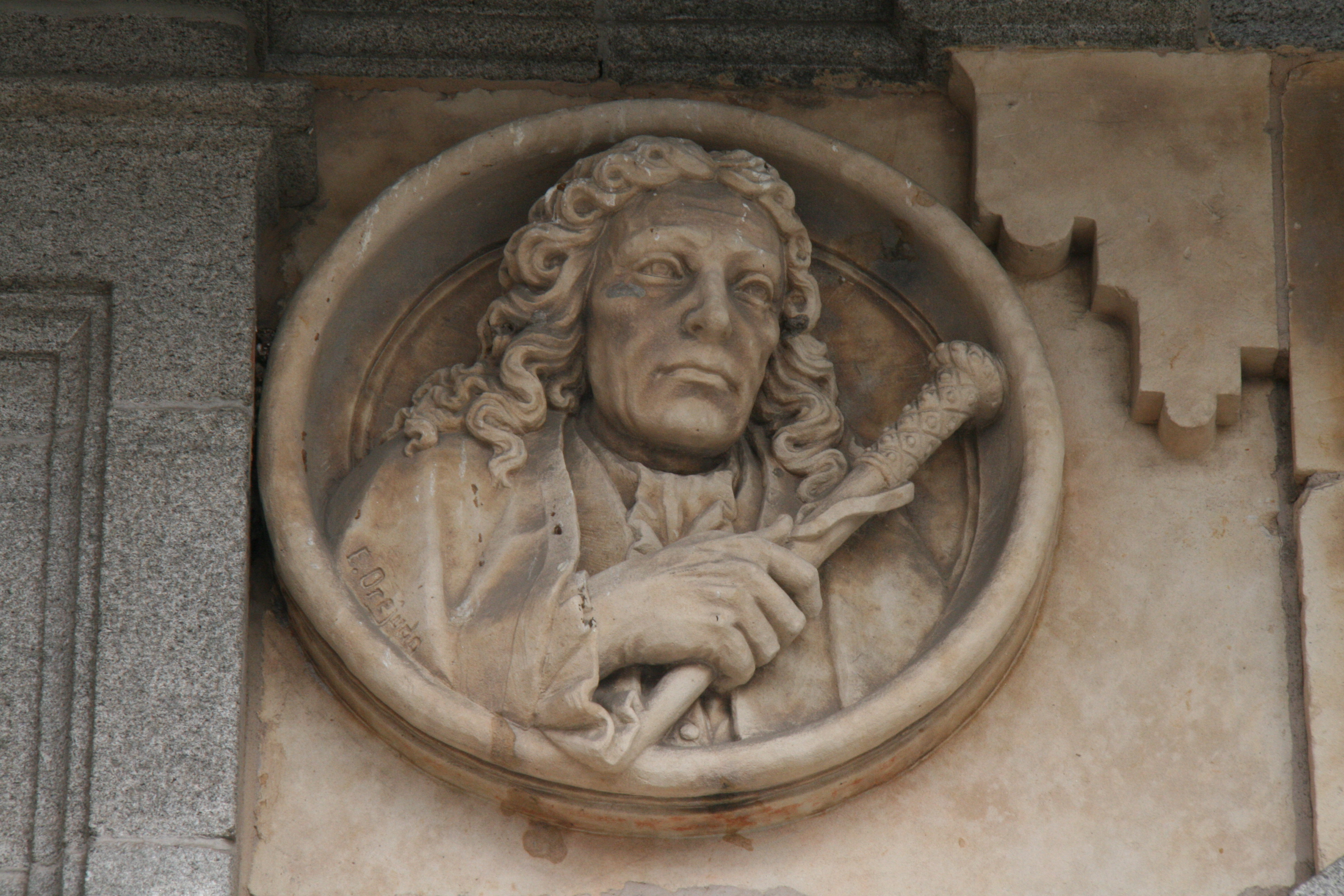
Medallón con la efigie de Rodrigo Caballero y Llanes en la enjuta de la izquierda en el "Pabellón Consistorial" de la Plaza Mayor de Salamanca. Homenaje a su labor iniciadora de la plaza y tallada en 1975 por Enrique Orejudo.

En las enjutas de los ochenta y ocho arcos de la Plaza se fue dejando un espacio para colocar un medallón en el que se incluiría el busto de un personaje importante en la historia de España. Esta idea es muy original en la época, siendo muy pocas las plazas que incluyen este programa entre sus paredes. En la actualidad hay una parte de los medallones tallados, y otro sin realizar. Estos medallones inicialmente se diseñaron por Rodrigo Caballero, para que representaran las series de efigies de los Reyes de España en el Pabellón Real, mientras que en el de San Martín se incluyeran conquistadores y militares españoles y en el de Petrineros fuese una serie de sabios españoles y de los santos más relevantes en el Pabellón Consistorial. Este plan iconográfico inicial se fue confundiendo poco a poco, de tal forma que, por ejemplo, se puede ver en la actualidad Reyes españoles en el pabellón Consistorial, y militares en el Real. Cabe destacar que Felipe V aparece representado tres veces, una por autorizar la construcción de la plaza en el arco central del pabellón real y las otras dos por cada uno de sus reinados.
Los primeros pabellones en construirse, el Real y de San Martín, permitieron que fueran tallados por el escultor vallisoletano Alejandro Carnicero, que desde 1730 a 1733 se dedicó a la labor. Las cartas mostradas por Rodrigo Caballero y el duque de Medina Sidonia aportan como conclusiones que, Rodrigo Caballero fue el autor del programa iconográfico de la plaza. El primero debería ser dedicado a la monarquía española y para ello se inspiró de una serie de grabados. El segundo dedicado a dieciocho de los grandes capitanes españoles, estaría encabezado por Santiago Matamoros (nunca llegó a realizarse) y se diseñó gracias a las efigies proporcionadas por Rodrigo Caballero. Alonso Pérez de Guzmán le proporciona a Rodrigo Caballero la lista de los dieciocho personajes militares a incluir en denominado "Cuartel General". Rodrigo echa de menos la figura de Juan Pacheco (marqués de Villena) y lo incluye finalmente en el programa iconográfico. El tercer lienzo está dedicado a los sabios y el cuarto a los santos. Estos dos lienzos ya no siguen el rigor de los anteriores, y alguna figura fue esculpida pero sin seguir la regla. En el lado de petrineros las figuras de Cervantes y de santa Teresa talladas en 1973 y la de Francisco de Vitoria en 1974. Una de las causas de esta falta de criterio en los dos últimos lienzos puede encontrarse en la destitución de Rodrigo Caballero, la otra causa será el periodo de parada que sufrió la construcción de la plaza durante los años 1735-1750. De todo el programa solo se realizó según el proyecto la mitad: la que corresponde a los Pabellones Reales y la de San Martín.
La talla en el resto de los lienzos, se van realizando poco a poco siguiendo dictados diversos. A finales del XVIII se hizo un medallón de Godoy (en el lienzo de Petrineros junto a la salida hacia la plaza del Corrillo), que fue picado a su caída (todavía se puede ver que es más delgado que los que quedan por tallar). En 1813 se añade en el lienzo de Petrineros al duque de Wellington por su activa lucha en la liberación de la ciudad ante las tropas francesas de Napoleón. En 1936 estando en plena Guerra Civil y habiendo trasladado el Cuartel General de las tropas sublevadas, Francisco Franco se hace tallar una efigie en el comienzo del Pabellón Real (la talla fue realizada por el escultor Miguel Huerta). En 1967, la ciudad decidió ir completando los medallones vacíos y desde entonces ha prevalecido el criterio de encargárselos a artistas salmantinos y dedicárselos a personajes ilustres vinculados a la ciudad de alguna manera. De esta forma en 1975 el Consistorio decide incluir un medallón de su Arco Mayor a Rodrigo Caballero y Llanes y fue tallado por Enrique Orejudo. Posteriormente se hizo el medallón de Juan Vázquez de Coronado en 1967 (realizado por Damián Villar).

### El periodo tras su cierre
El suelo inicial de la Plaza, tras su cierre y finalización (el 29 de abril de 1755), estaba compuesto de finos guijarros (enchinarrada, según mencionan algunos autores). El corregidor de Salamanca Joaquín de Saura y Sarabia realizó reformas en el casco urbano de la ciudad y empedró el recinto alumbrándolo con candiles de aceite colocados en el centro, concretamente el Jueves Santo (8 de abril) de 1784. Se construyó un sumidero en el centro de la plaza, con el objeto de aliviar el agua de las lluvias. Sin embargo, hasta el año 1806 no se enlosaron, por primera vez, los soportales. La Plaza, debido a su forma perimetral cuasi-cuadrada, se emplea varias veces al año como local taurino en el que se celebran corridas. Los toros solían entrar por la Puerta de San Fernando, que debido a esta nueva funcionalidad cobra el nombre popular de Puerta de los toros. En el arco que mira a la Plaza del Mercado se labra la cabeza de un toro, ubicado en la dovela superior del mismo. A comienzos del siglo XIX se empleaba el área de la plaza como lugar de ejecución pública, de esta forma en 1810 se procedió a la ejecución por sentencia de catorce bandidos.

### El periodo delsigloXIX

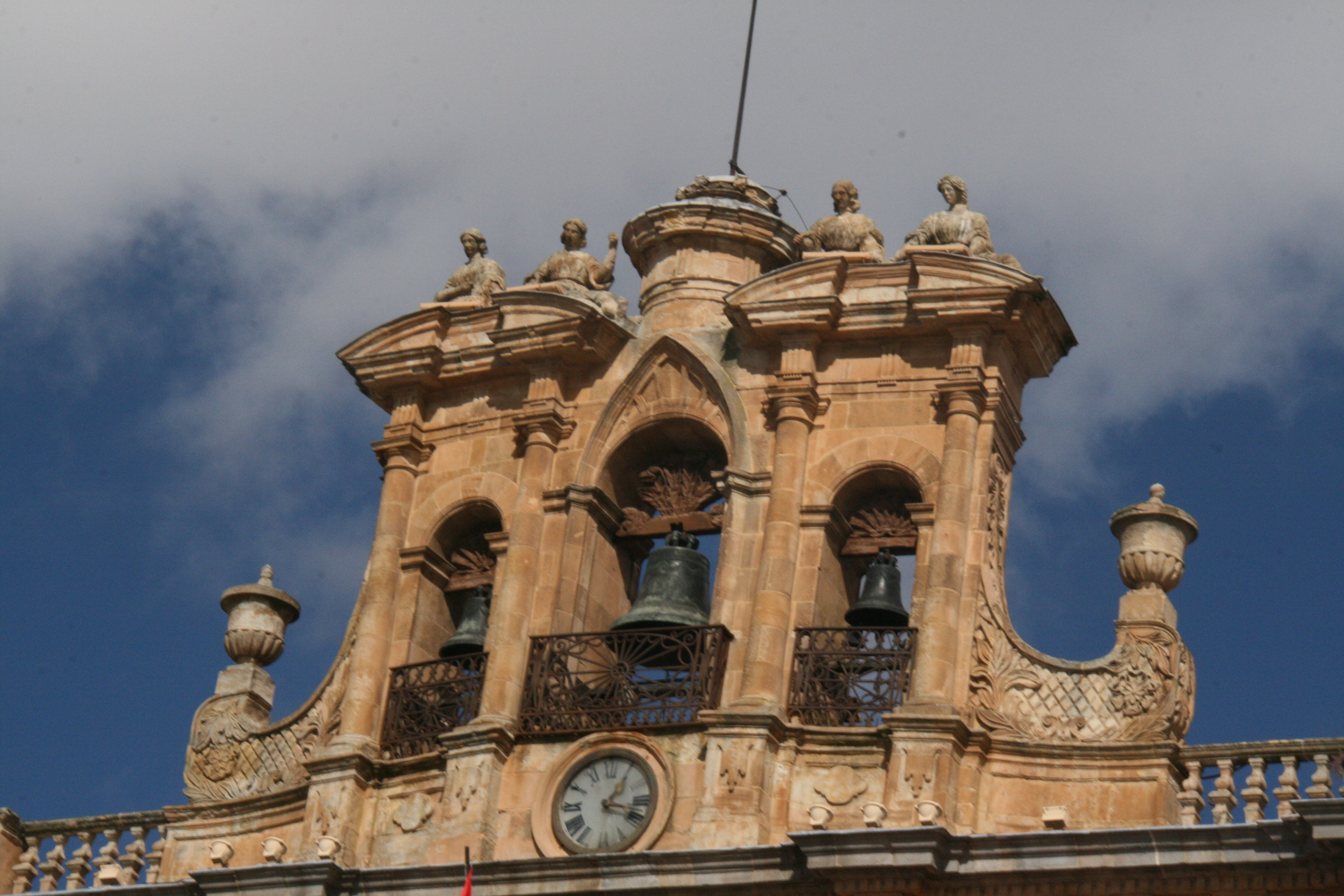
La espadaña del Pabellón Consistorial, realizado por el arquitecto salmantino Tomás Cafranga, fue el último remate en 1852. Casi cien años tras su cierre como Plaza. Se pueden ver sobre ella cuatro figuras alegóricas de las virtudes cardinales (que no se han de confundir con la representación de la agricultura, industria, comercio y astronomía que aparecen a un nivel inferior).

En el espacio limitado por los noventa arcos que tiene la plaza (doce de ellos mayores) se producían las celebraciones y reivindicaciones sociopolíticas de la ciudad, habitaban cerca de 53 casas y daban a su espacio 477 balcones. La Plaza Mayor fue evolucionando a lo largo del siglo XIX, y de sus funciones cotidianas hacen mención algunos documentos de la época. Se celebran en ella corridas de toros, logrando acomodar aforos de entre unos 16.000 a 20.000 espectadores. Estas fiestas se denominaban "Fiestas reales" o con la denominación más popular de toros y cañas. Los autores literarios de este siglo hacen referencias a su belleza, iniciando así su leyenda popular en la cultura salmantina. La revuelta del dos de mayo de 1808 en Madrid hizo que una algarabía de estudiantes salmantinos picaran el medallón de Godoy en la Plaza, derrocado tras el Motín de Aranjuez. En junio de 1812 las tropas del Duque de Wellington se instalan cerca de la ciudad y combaten contra las tropas napoleónicas destacadas en el Fuerte de San Cayetano, desde allí se dirigen disparos de artillería que caen en la plaza causando algunos muertos (24 y 25 de junio de 1812). Una vez liberada la ciudad se acordó que este general británico tuviese un nuevo medallón ubicado en las enjutas en la Plaza.
En el Arco de San Fernando se produce un asesinato que deja un cartel que con el tiempo se convertirá en leyenda. En el año 1843 acoge los primeros coches diligencia a Madrid. A mediados del siglo XIX se añade la espadaña de la casa consistorial. En 1844 se reciben las primeras noticias de deterioro de la Plaza: los machones de algunos arcos muestran un deterioro considerable. En 1849 se traslada el reloj de San Martín a la fachada de la casa consistorial. Con la incipiente técnica de la fotografía, el fotógrafo Charles Clifford retrata la plaza por primera vez en el periodo que va desde 1853 a 1860. El fotógrafo francés Juan Poujade tras su triunfo en la Exposición Universal de París de 1878 viaja a la ciudad de Salamanca en ferrocarril y plasma en sus fotografías, no solo la arquitectura, incluida la Plaza, sino muchas escenas costumbristas que han llegado hasta nuestros días. 
En 1884 se colocan farolas de gas en el jardín y en los arcos de los soportales, proporcionando una de las imágenes características de la Plaza. En el año 1868, durante la revolución llamada "La Gloriosa", se derriban los bustos de Carlos IV y de María Luisa de Parma en el Pabellón Real. En 1869 se instalaron cuatro urinarios públicos, uno en cada esquina de la plaza, denominados columnas urinarias. Se plantan jardines públicos en su espacio, así como árboles (unas veintisiete acacias formando un bosque) en el centro de la plaza. Estas plantaciones se anunciaron como un símbolo de modernidad urbanística. Se colocan algunas farolas de petróleo y se levanta una diminuta fuente octogonal con una farola en el medio y sobre un pedestal decorado con cabezas de niños. Todas estas mejoras tecnológicas y de ornato estaban inspiradas en los avances en el mobiliario urbano incorporado en capitales españolas como Madrid y Barcelona. Estas novedades generaron un clima de protesta que alegaba una precaria solución a los problemas de higiene en la ciudad. Los aguadores eran un gremio habitual en la plaza, se decide instalar una fuente que traslada agua del Tormes a la Plaza. En 1870 se inaugura la pastelería La Madrileña. Poco a poco, durante este siglo, la plaza cobra protagonismo como espacio de celebraciones y actos políticos.
Un bando de 1888 ordena unificar los toldos y cortinas haciendo eliminar igualmente los anuncios en las columnas de los soportales. En 1889 la iluminación eléctrica ya se ha instalado en la plaza, numerosas referencias periodísticas se hacen eco del efecto nocturno que hace dicha iluminación. Al finalizar el siglo la Plaza necesita una reforma, su aspecto era reclamado por más de un autor de la época. Cabe destacar el movimiento que tuvo el templete octagonal instalado por primera vez en el año 1893 en el centro de la Plaza realizado por el constructor salmantino Anselmo Pérez Moneo, este templete se traslada finalmente en 1898 a La Alamedilla y en 1906 regresa de nuevo a la Plaza Mayor donde se mantuvo hasta 1930 (fecha en la que se retiró definitivamente un templete portátil, que se construyó en madera durante el periodo de su ausencia, al que los salmantinos apodaron como el patíbulo.)

### Entrada en elsigloXX

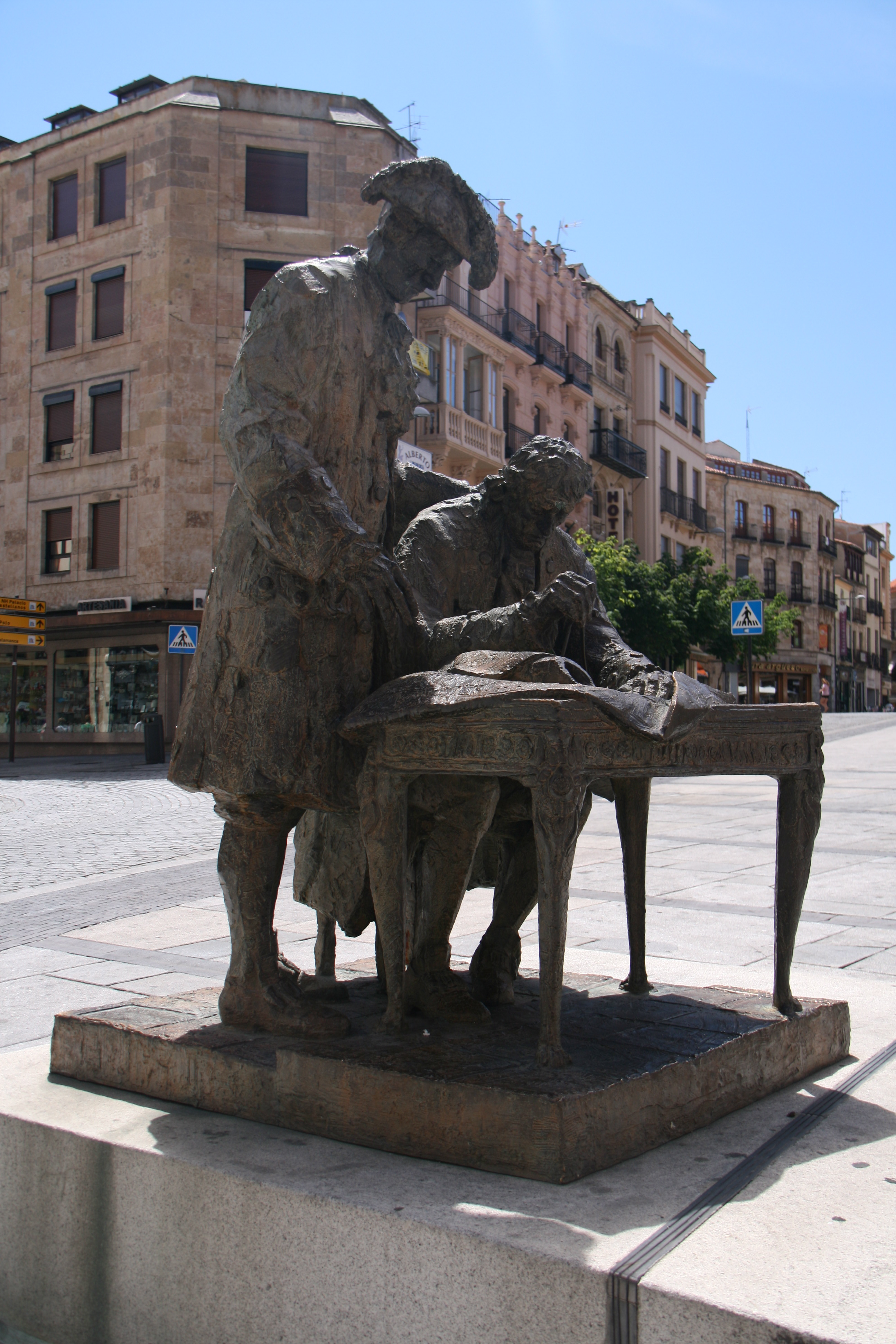
En la celebración del aniversario se instauró una estatua con Churriguera y José del Castillo "III Conde de Francos".

En 1904 con motivo de la visita de Alfonso XIII se ilumina la plaza durante dos días mediante bombillas eléctricas. Haciendo gala del estilo de la puerta del Sol de Madrid y de sus numerosos cafés de tertulia, la Plaza Mayor de Salamanca estrena en mayo del año 1905 el Café Novelty, siendo propietarios los hermanos Vicente y Federico García Martín. Este café ubicado en una esquina del Pabellón Consistorial (junto a la desembocadura de la calle de Toro) se convertiría con los años en una institución característica de la plaza. El Mercado Central de Abastos construido en la Plaza vecina se inaugura el 15 de abril de 1909. 
En 1920 el ayuntamiento de Salamanca procede al adoquinado de la mayor parte de la ciudad con el objeto de mejorar el tráfico rodado que se va incrementando poco a poco. En 1922 se acaba el adoquinado de la plaza Mayor, y a finales del decenio más de una veintena de calles del centro.
Cuando llega el 14 de abril de 1931, al proclamarse la Segunda República Española, Unamuno al regresar de su destierro, se halla en el balcón del Ayuntamiento de Salamanca desde donde se dirige a la multitud que llena la Plaza Mayor. Este mismo año escribe un artículo periodístico en «El Sol» dedicado a la que denomina: su Plaza Mayor. La Plaza será escenario de manifestaciones y movilizaciones políticas de diversos géneros en fechas posteriores.
Tras el golpe de Estado la guarnición de Salamanca se levanta en armas el 19 de julio de 1936, y a media mañana fija en la Plaza un bando de guerra firmado por el General Saliquet. El alzamiento devino en Guerra Civil, los urinarios públicos ubicados en la Plaza pronto se convierten en refugios antiaéreos. Cabe destacar que el traslado del Cuartel General de las tropas sublevadas a Salamanca hace que la ciudad sea importante durante los primeros meses del Movimiento Nacional; el centro político del bando rebelde se instala en el Gran Hotel de Salamanca (cercano a la Plaza que fue inaugurado el 12 de octubre de 1930).
En el año 1954 se pavimenta la plaza, tal como está ahora, se mejora el alumbrado de la parte central y se añaden las farolas fernandinas de los soportales que posteriormente harán la decoración típica de la Plaza. Se suprime la zona ajardinada y de recreo, pavimentándose con losas de granito. En los años 70 se suprime el tráfico rodado por la plaza, haciendo de ella un espacio peatonal. Algunos de los medallones se completan como el del dominico Francisco de Vitoria que en 1974 es esculpido por Jacinto Bustos Vasallo. Aparece en España el nuevo fenómeno del turismo y las calles se llenan de personas que viajan a la ciudad para verla y admirarla, entre todo ello se encuentra la Plaza. El 9 de diciembre de 1988 la Unesco declara a Salamanca como "ciudad Patrimonio de la Humanidad".

## Actualidad
La ampliación de la ciudad en el siglo XX, mantiene ese carácter de espacio central de la plaza, en el urbanismo de Salamanca. Se celebra en 1979 el 250 aniversario del inicio de su construcción. Aparecen personajes como Remigio González ('Adares') un poeta callejero que se establece en los años ochenta en la Plaza del Corrillo durante diez años. En 1983 el arquitecto Antonio Fernández Alba es encargado de renovar la fachada del Ayuntamiento. Esta operación fue continuada después por una renovación general y restauración que se financió por la Dirección General de Patrimonio y la Consejería de Cultura de la Junta de Castilla y León. El arquitecto Pío García Escudero elaboró un Plan Director para la Plaza Mayor en abril de 1992 (Propuesta de un programa global de rehabilitación del conjunto de la Plaza Mayor de Salamanca). En 1998 el escultor salmantino Venancio Blanco esculpe la efigie de los Reyes actuales (Juan Carlos y doña Sofía) en un medallón del consistorio.
La restauración continuó hasta el año 2001. En el firme de la Plaza Mayor aparecen una estrella jacobea (verano de 2005) así como una placa conmemorativa de Salamanca 2002, Ciudad Europea de la Cultura. Se emitieron cuatro sellos en junio de 2002, durante la XL Exfilna, junto a un matasellos y una medalla conmemorativa. Con motivo de la celebración del 250 aniversario de la finalización de la Plaza, se pretende completar el programa iconográfico con la talla de nueve medallones más en el Pabellón Consistorial: Carlos IV, Fernando VII, Isabel, Amadeo de Saboya, una figura alegórica de la 1.ª República, de Alfonso XII, Alfonso XIII, un medallón alegórico de la 2.ª República y Juan de Borbón. 

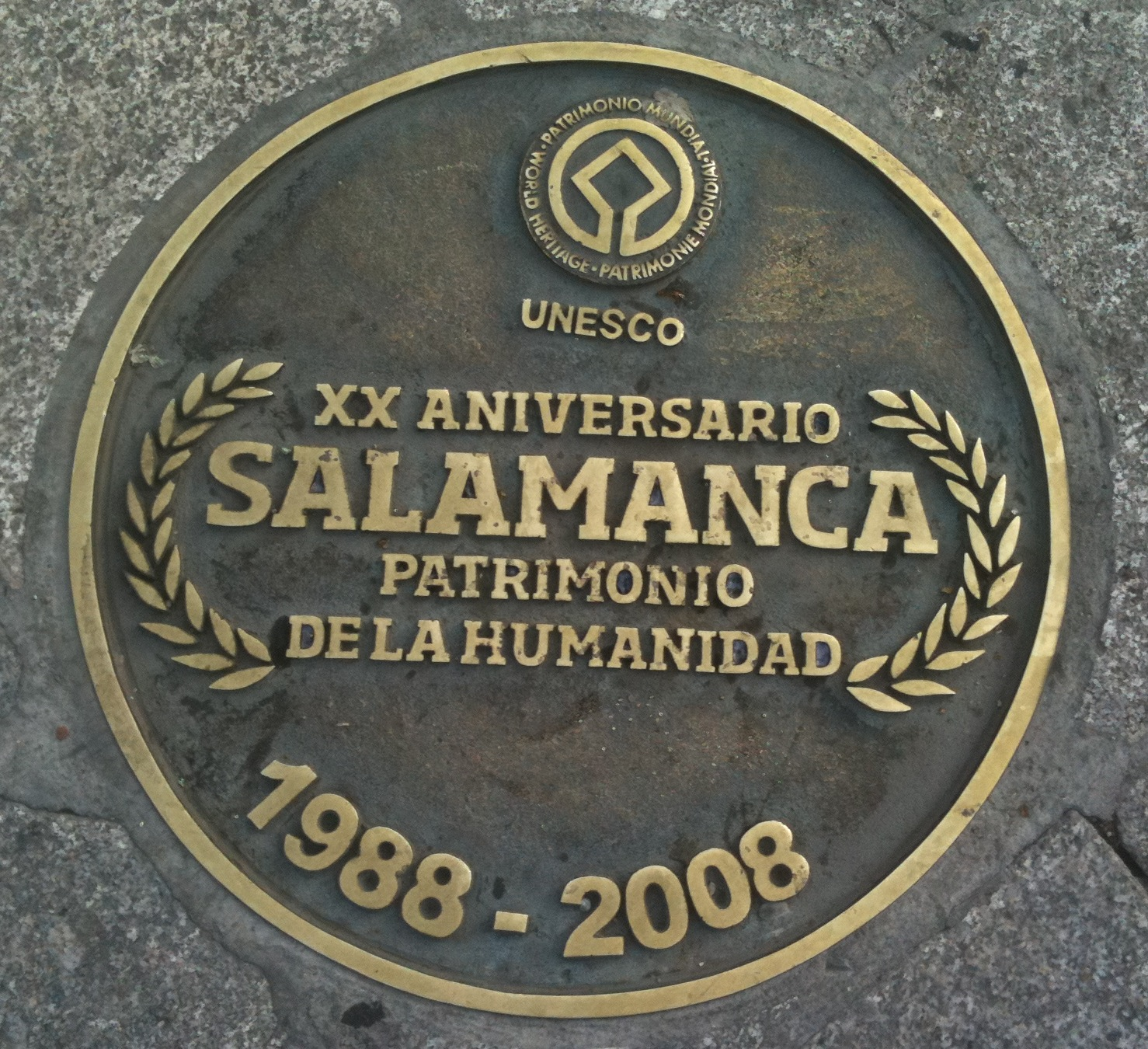
Medallón en el centro de la plaza celebrando su XX aniversario como Patrimonio de la Humanidad.

En 1999 se restaura la Policromía en los medallones del pabellón Real y de San Martín, el arquitecto Alberto López Asenjo se encarga de dirigir la obra. Se pone pan de oro en la orla circular que enmarca la figura, mientras que el fondo es azul claro. En 2007 se rueda una película norteamericana titulada: En el punto de mira (título original: Vantage Point), el film se desarrolla en un espacio que imita la plaza Mayor de Salamanca. Se filmó en un duplicado exacto de escenarios en México con el objeto de evitar dañar la estructura de la original al usar explosivos, es por esta razón por la que ninguna escena de la película se rodó en la plaza de Salamanca. En dicha película el presidente de EE. UU. es tiroteado en la plaza Mayor.